# Amygdalops thomasseti
Amygdalops thomasseti är en tvåvingeart som beskrevs av Lamb 1914. Amygdalops thomasseti ingår i släktet Amygdalops och familjen sumpflugor. Inga underarter finns listade i Catalogue of Life.